# Dorothy Devore
Dorothy Devore, född som Alma Inez Williams 22 juni 1899 i Fort Worth, Texas, död 10 september 1976 i Woodland Hills, Kalifornien, var en amerikansk skådespelare inom stumfilmen.

## Karriär
Från 14 års ålder hade hon framgångar på musikscener och varietéer, och som 17-åring gjorde hon filmdebut. Inom några år var hon en av filmens populäraste komedienner, ofta i roller som okynnig hjältinna. När hon stod på toppen av sin karriär var hon en av Hollywoods högst betalda stjärnor. Hon drog sig tillbaka vid ljudfilmens intåg.